# エドゥアール・クラビニスキ
エドゥアール・クラビニスキ（Édouard Klabiński、1920年8月20日 - 1997年3月4日）は、ドイツ、ヘルネ出身で、ポーランドの自転車競技（ロードレース）選手。
エドワード・クラビニスキ（Edward Klabiński）ともいう。

## 来歴
1947年
- ドーフィネ・リベレ 初代総合優勝者に輝く。

1948年
- ツール・ド・フランス 総合18位

1950年
- ピース・レース 総合2位、区間2勝
- グランプリ・ド・フルミー 優勝

1957年
- シルキュイ・フランコ＝ベルジュ 優勝